# Guillermo del Toros Pinocchio
Guillermo del Toros Pinocchio, auch unter dem Titel Pinocchio bekannt, ist ein Stop-Motion-Animationsfilm aus dem Jahr 2022 unter der Regie von Guillermo del Toro und Mark Gustafson. Bei der Koproduktion zwischen den USA, Mexiko und Frankreich handelt es sich um eine düstere Nacherzählung von Carlo Collodis Die Abenteuer des Pinocchio. Darin erwacht eine Holzpuppe zum Leben und träumt davon, ein richtiger Junge zu werden. Die Geschichte wurde ins faschistische Italien der 1930er-Jahre verlegt. Als Designvorlage dienten die im Jahr 2002 veröffentlichten Pinocchio-Zeichnungen des US-amerikanischen Kinderbuch-Illustrators Gris Grimly.
Die Uraufführung von Guillermo del Toros Pinocchio fand am 15. Oktober 2022 auf dem London Film Festival statt. Der Kinostart in Deutschland war am 24. November 2022. Am 9. Dezember wurde der Film ins Programm des Streamingdiensts Netflix aufgenommen. Der Film gewann einen Oscar als bester Animationsfilm.

## Handlung
Der Schreiner Geppetto verliert in Italien während des Ersten Weltkriegs seinen Sohn wegen explodierender Bomben, die aus Flugzeugen abgeworfen wurden. Geppetto pflanzt mit einem Pinienzapfen einen Baum neben dem Grab seines Sohnes. Nach zwanzig Jahren fällt er den Baum, um eine Holzpuppe als Ersatz seines Sohnes zu schnitzen und schläft vor der Fertigstellung betrunken ein. In dem Baum hat mittlerweile die Grille Sebastian gewohnt. Ein Geist taucht auf und erweckt die Holzpuppe als Pinocchio zum Leben. Sebastian erhält einen Wunsch, weil er verspricht auf Pinocchio aufzupassen. Nachdem Geppetto aufwacht, nimmt er Pinocchio zunächst nicht als seinen Sohn an. Pinocchio folgt Geppetto in die Kirche zum Gottesdienst und verhält sich laut und auffällig, was die übrigen Einwohner verschreckt, welche zum Teil die faschistische Politik in Italien unterstützen. Geppetto verspricht Pinocchio zur Schule zu schicken, damit dieser sich besser anpasst.
Auf dem Schulweg lauern Pinocchio der Schausteller Graf Volpe und sein Affe Spazzatura auf. Volpe lässt Pinocchio einen Vertrag unterschreiben und von nun an für sich arbeiten. Weil Pinocchio sich nicht unterordnen kann, kommt es zum Streit und Pinocchio wird von einem Auto überfahren. Im Jenseits erfährt er, dass er unsterblich ist und nach dem Ablauf einer Sanduhr wieder zurückkehrt.
Um für Geppetto keine Last zu sein, heuert Pinocchio wieder bei Volpe an. Währenddessen werden Geppetto und Sebastian auf der Suche nach Pinocchio von einem Seemonster gefressen. Pinocchio merkt, dass er von Volpe betrogen wird und sabotiert die Aufführung, welche Volpe für Benito Mussolini vorbereitet hat. Mussolini lässt Pinocchio erschießen. Als Pinocchio wieder zum Leben erwacht, findet er sich in einem Trainingscamp für Jugendliche für das Militär wieder. Er befreundet sich mit Candlewick, dem Sohn vom Anführer des Camps, Podestà, der die Anerkennung seines Vaters sucht. Das Camp wird von Bombenflugzeugen angegriffen und Pinocchio wird hinausgeschleudert.
Bei seiner Flucht wird Pinocchio von Volpe gefangen genommen. Dieser versucht Pinocchio zu verbrennen. Allerdings rettet ihn Spazzatura, der sich gegen Volpe auflehnt, weil er von Volpe bisher immer schlecht behandelt wurde. Pinocchio und Spazzatura fallen ins Meer, wo sie von dem Seemonster verschluckt werden. In seinem Magen treffen sie auf Geppetto und Sebastian. Um zu entkommen, lügt Pinocchio so oft, dass seine Nase zum Blasloch des Seemonsters reicht und sie daran hochklettern können. Nach der Flucht versucht das Monster Pinocchio und seine Freunde erneut zu fressen. Pinocchio verhindert dies mit der Explosion einer Seemine.
Im Jenseits will Pinocchio schnell wieder zurück, um Geppetto vor dem Ertrinken zu retten. Dies wird ihm gewährt, aber Pinocchio muss dafür seine Unsterblichkeit aufgeben. Nachdem Pinocchio Geppetto rettet, stirbt Pinocchio. Sebastian wünscht sich daraufhin, dass Pinocchio wieder zum Leben erweckt wird.
Pinocchio lebt glücklich mit seiner Familie und seinen Freunden zusammen. Allerdings muss er miterleben, wie sie alle vor ihm sterben. Als er allein ist, entscheidet er sich, neue Orte zu bereisen.

## Synchronisation
Die deutsche Synchronfassung entstand bei der Interopa Film GmbH, Berlin. Alexander Löwe schrieb das Dialogbuch und Manuel Straube führte Regie. Die Liedtexte stammten von Michael Ernst, der auch die Musikalische Leitung übernahm.
| Rolle               | Englische Sprecher | Deutsche Sprecher                   |
| ------------------- | ------------------ | ----------------------------------- |
| Pinocchio           | Gregory Mann       | Toni Wegewitz                       |
| Sebastian J. Grille | Ewan McGregor      | Philipp Moog Gesang: Patrick Stamme |
| Geppetto            | David Bradley      | Freimut Götsch                      |
| Graf Volpe          | Christoph Waltz    | Axel Malzacher                      |
| Blaue Fee           | Tilda Swinton      | Traudel Haas                        |
| Kerzendocht         | Finn Wolfhard      | Oliver Szerkus                      |
| Podestà             | Ron Perlman        | Tilo Schmitz                        |
| Schwarze Hasen      | Tim Blake Nelson   |                                     |
| Priester            | Burn Gorman        | Armin Schlagwein                    |
| Spazzatura          | Cate Blanchett     | Cathlen Gawlich                     |
| Dottore             | John Turturro      |                                     |

## Entstehungsgeschichte

### Projektentwicklung und erfolglose Vorproduktionen

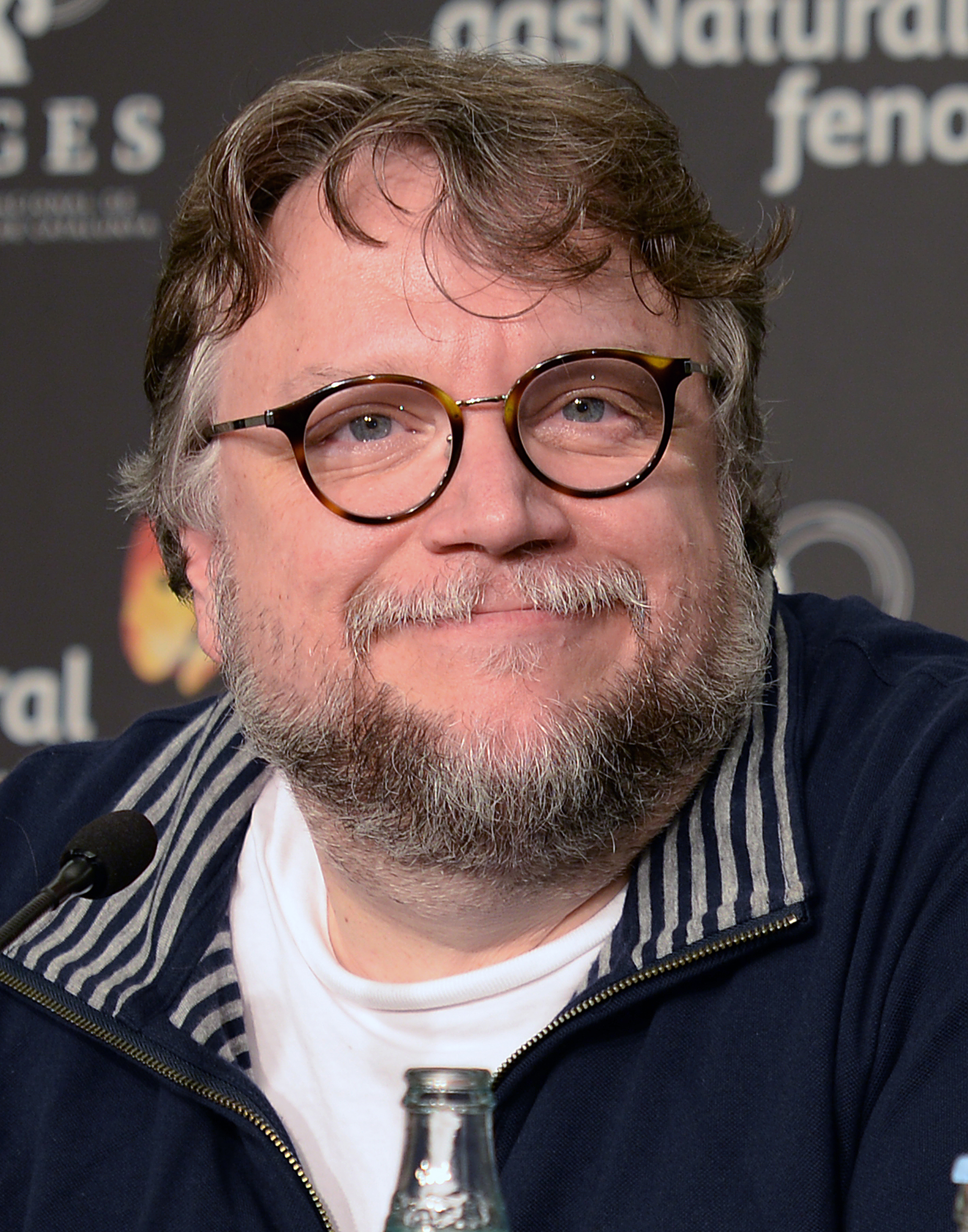
Guillermo del Toro (2017)

Die Ursprünge des Projekts reichen bis ins Jahr 2008 zurück, als Guillermo del Toro eine düstere Version des Kinderbuchklassikers Die Abenteuer des Pinocchio ankündigte. Für den mexikanischen Filmemacher sei es ein Herzensprojekt gewesen. Zugleich ist es der erste Animationsfilm, den er inszenieren sollte. „[...] keine Kunstform hat mein Leben und meine Arbeit mehr beeinflusst als Animation und keine einzige Figur in der Geschichte hatte eine so tiefe persönliche Verbindung zu mir wie Pinocchio“, so del Toro. Seiner Meinung nach sei die ursprüngliche Geschichte in bestimmten Aspekten viel perverser, gruseliger und halb-nekrophiler. Daher wollte er sich stärker an Collodis Buch halten. Drei Jahre später, im Februar 2011, wurde verkündet, dass Gris Grimly und Mark Gustafson die Koregie an dem Stop-Motion-Film Pinocchio übernehmen sollten. Basis für den Film sollten Illustrationen Grimlys sein, die er für eine Wiederveröffentlichung von Collodis Geschichte im Jahr 2002 kreiert hatte. Gustafson wiederum zeichnete als Regisseur für die animierten Sequenzen in Der fantastische Mr. Fox (2009) verantwortlich. Das Drehbuch sollte von del Toro und seinem langjährigen Weggefährten Matthew Robbins verfasst werden, während der mexikanische Filmemacher gemeinsam mit der Jim Henson Company und Pathé das Werk auch produzieren sollte. Im Mai 2012 wurde bekannt, dass del Toro die Koregie von Grimly übernehmen würde. Ende Juli 2012 wurde verkündet, dass der Film und die Animationen vom US-amerikanischen Unternehmen ShadowMachine produziert werden sollten. Für die Sprechrollen waren Daniel Radcliffe, Tom Waits und Christopher Walken, für die Musik Nick Cave im Gespräch. Ein Kinostart wurde für 2013 oder 2014 angekündigt, doch das Projekt landete in der sogenannten „Entwicklungshölle“ und stand über Jahre still, ohne dass weitere Informationen preisgegeben wurden.
Im Januar 2017 wurde bekannt, dass Patrick McHale das Drehbuch gemeinsam mit del Toro verfassen sollte. Im selben Jahr gab der mexikanische Filmemacher beim 74. Filmfestival von Venedig im August an, dass ein Produktionsbudget von mindestens 35 Mio. US-Dollar benötigt würde, um Pinocchio nach seinen Vorstellungen realisieren zu können. Die folgenden Monate war kein Filmstudio an dem Stoff interessiert, so dass del Toro davon ausging, dass das Projekt scheitern würde. Um das Projekt zu retten, überlegte Matthew Robbins zeitweise, den Film als 2D-Animation mit Hilfe des französischen Comicautors Joann Sfar zu realisieren, was die Produktionskosten gesenkt hätte. Del Toro bestand aber weiterhin auf einen in Stop-Motion-Technik inszenierten Film.

### Finale Produktion unter Netflix
Im Oktober 2018 wurde schließlich bekannt, dass sich der Streamingdienst Netflix die Rechte an dem Projekt gesichert hatte. Zuvor hatte del Toro mit seinem Spielfilm Shape of Water – Das Flüstern des Wassers (2017) einen großen Kritiker- und Publikumserfolg verbuchen können.
Die Dreharbeiten waren von Januar bis Mai 2020 im mexikanischen Guadalajara sowie im US-amerikanischen Portland (Oregon) beim Animationsstudio ShadowMachine angesetzt. Für die Sprechrollen wurde der junge Nachwuchsschauspieler Gregory Mann als Titelheld sowie Ewan McGregor, David Bradley, Christoph Waltz, Tilda Swinton, Finn Wolfhard, Ron Perlman, Tim Blake Nelson, Burn Gorman, Cate Blanchett und John Turturro verpflichtet. Für die Filmmusik und -lieder zeichnet der französische Komponist Alexandre Desplat verantwortlich, der bereits zuvor mit del Toro an Shape of Water zusammengearbeitet hatte.
Ein erster Teaser zum Film mit Philipp Moog als deutschem Sprecher der Figur Sebastian J. Grille wurde im Januar 2022 veröffentlicht. Eine Filmsequenz und ein weiterer Teaser wurden von del Toro im Mai desselben Jahres auf dem Festival d’Animation Annecy vorgestellt.

## Rezeption

### Veröffentlichung
Der Film wurde am 9. Dezember 2022 vom Streamingdienst Netflix veröffentlicht, drei Monate nach der Premiere der konkurrierenden Disney-Produktion Pinocchio von Robert Zemeckis. Die Uraufführung fand am 15. Oktober 2022 auf den London Film Festival statt. Weitere Präsentationen auf internationalen Filmfestivals folgten in den nächsten Wochen, darunter in den USA (Animation is Film Festival, AFI Fest) sowie im argentinischen Mar del Plata und in Marrakesch. Am 11. November 2022 startete die Produktion in den USA in ausgewählten Kinos, um sich für die Oscarverleihung 2023 zu qualifizieren. Noch Monate vor seiner Premiere war Guillermo del Toros Pinocchio von amerikanischen Branchendiensten zum möglichen Favoritenkreis gezählt worden. In Mexiko, der Heimat des Koregisseurs, war der Film ab 24. November 2022 in ausgewählten Kinos zu sehen. Am selben Tag startete Guillermo del Toros Pinocchio auch in den deutschen Kinos.

### Kritiken
Auf der Website Rotten Tomatoes hält der Film eine Bewertung von 97 Prozent, basierend auf über 109 englischsprachigen Kritiken und einer Durchschnittswertung von 8,4 von 10 Punkten. Das Fazit der Seite lautet: „Guillermo del Toros Pinocchio erfüllt seinen Titel voll und ganz – das heißt, es ist eine visuell atemberaubende Adaption, die die Düsternis des Ausgangsmaterials umfasst“. Auf der Website Metacritic erhielt der Film eine Bewertung von 84 Prozent, basierend auf über 20 englischsprachigen Kritiken. Dies entspricht allgemeinem Beifall („universal acclaim“).
In Deutschland war die Filmkritik nach der Kinoveröffentlichung sehr von Guillermo del Toros Regiearbeit angetan. Stefan Stiletto (Filmdienst) vergab die Höchstwertung von fünf Sternen. Del Toro habe „etwas Großes“ aus der Literaturvorlage gemacht und der Film füge „sich stimmig in eine Reihe mit Pans Labyrinth und The Devil’s Backbone, in denen der Regisseur ebenfalls über Kinder in totalitären Systemen erzählt hat“. Stiletto empfand, dass der Ungehorsam der Titelfigur entgegen der Buchvorlage im Film zur Charakterstärke werde und besser in die Gegenwart passe. „Nicht Anpassung ist das Ziel, sondern eigenes Denken, eine eigene Persönlichkeit“. Auch lobte der Kritiker die verwendete Animation, die wie ein Realfilm inszeniert sei. Die Puppen würden „perfekt“ die Kritik an der Gleichschaltung der Menschen im faschistischen Italien spiegeln. Dennoch fehle dem Film die Leichtigkeit für ein kindliches Publikum, wirke „schwer und düster“ und betone „die dunklen Seiten“. Ebenso lasse sich das Werk „durch die zahlreichen Kreuzmotive auch als religiöse Geschichte lesen, als Fabel über Geburt und Tod, Auferstehung, Nächstenliebe und Erlösung – und auch über Vergänglichkeit“, so Stiletto. Mit seiner „Schwermut und […] Ernsthaftigkeit“ öffne der Film „aber einen Raum zum Nachdenken“. Del Toros und Gustafsons Version besitze „eine komplexere Moral als die Vorlage“. Dadurch berühre das Werk „vielleicht sogar mehr als andere Pinocchio-Fassungen zuvor“. „Ein kühnes Unterfangen“, den Film Kindern näher zu bringen, befand in einer Kurzkritik Philipp Bovermann (Süddeutsche Zeitung), aber es würde gelingen. Die Redaktion des deutschen Online-Portals wählte das Werk später auf Platz 19 der besten Filme des Jahres 2022.
Jens Jessen (Die Zeit) bezeichnete del Toros und Gustafsons Version als großartigen Film und als „eine genialische Ketzerei gegen alle pädagogische Kinderbuchbetulichkeit“. Er verglich auch das Werk mit der Arbeit von Robert Zemeckis. Beide Filme hätte „nichts miteinander gemein“. „Zemeckis’ Film ist große Oper mit kleinen Kerlchen – neben Pinocchio noch Fuchs und Katze und all die anderen putzigen Märchengestalten des italienischen Originals. Toros Film ist düsteres Kammerspiel, in dem die Kunstfiguren umgekehrt überlebensgroß, zu existenzialistischen Steigerungen menschlicher Not werden“. Es finde sich dennoch Ironie und Komik und die in der Literaturvorlage auftauchende Grille werde kurzerhand zum Erzähler des Films und lebe im Inneren Pinocchios, was Jessen als „genialischen Einfall“ hochlobte.

## Auszeichnungen
Pinocchio wurde in der Filmpreissaison 2022/23 bisher für mehr als 150 Auszeichnungen nominiert, von denen das Werk über 40 gewinnen konnte. Die Filmmusik von Alexandre Desplat, das Lied „Ciao Papa“ und der Ton gelangten auf die jeweiligen Shortlists (Vorauswahl der besten zehn beziehungsweise fünfzehn Filme) der Oscarverleihung 2023.
| Filmpreis (Auswahl)                                     | Kategorie                                          | Resultat  | Preisträger/ Nominierte                                                               |
| ------------------------------------------------------- | -------------------------------------------------- | --------- | ------------------------------------------------------------------------------------- |
| Annie Awards 2023                                       | Bester Langfilm                                    | Gewonnen  | k. A.                                                                                 |
| Annie Awards 2023                                       | Beste Regie (Film)                                 | Gewonnen  | Guillermo del Toro, Mark Gustafson                                                    |
| Annie Awards 2023                                       | Beste Synchronisation (Film)                       | Nominiert | David Bradley                                                                         |
| Annie Awards 2023                                       | Beste Synchronisation (Film)                       | Nominiert | Gregory Mann                                                                          |
| Annie Awards 2023                                       | Beste Filmmusik                                    | Gewonnen  | Alexandre Desplat, Roeban Katz, Guillermo del Toro, Patrick McHale                    |
| Annie Awards 2023                                       | Bester Schnitt (Film)                              | Nominiert | Ken Schretzmann, Holly Klein, Emily Chiu, Hamilton Barrett                            |
| Annie Awards 2023                                       | Bestes Szenenbild (Film)                           | Gewonnen  | Curt Enderle, Guy Davis                                                               |
| Annie Awards 2023                                       | Beste Spezialeffekte (Film)                        | Nominiert | MPC                                                                                   |
| Annie Awards 2023                                       | Beste Character animation (Film)                   | Gewonnen  | Tucker Barrie                                                                         |
| Atlanta Film Critics Circle Awards 2022                 | Bester Animationsfilm                              | Gewonnen  | k. A.                                                                                 |
| Art Directors Guild Awards 2023                         | Bestes Szenenbild eines Animationsfilms            | Gewonnen  | Guy Davis, Curt Enderle                                                               |
| Boston Online Film Critics Association Awards 2022      | Bester Animationsfilm                              | Gewonnen  | k. A.                                                                                 |
| Black Film Critics Circle Awards 2022                   | Bester Animationsfilm                              | Gewonnen  | k. A.                                                                                 |
| Black Film Critics Circle Awards 2022                   | Bestes adaptiertes Drehbuch                        | Gewonnen  | Guillermo del Toro, Patrick McHale                                                    |
| British Academy Film Awards 2023                        | Bester Animationsfilm                              | Gewonnen  | Guillermo del Toro, Mark Gustafson, Gary Ungar, Alex Bulkley                          |
| British Academy Film Awards 2023                        | Beste Filmmusik                                    | Nominiert | Alexandre Desplat                                                                     |
| British Academy Film Awards 2023                        | Bestes Szenenbild                                  | Nominiert | Curt Enderle, Guy Davis                                                               |
| Chicago Film Critics Association Awards 2022            | Bester Animationsfilm                              | Gewonnen  | k. A.                                                                                 |
| Chicago Film Critics Association Awards 2022            | Bestes adaptiertes Drehbuch                        | Nominiert | Guillermo del Toro, Mark Gustafson                                                    |
| Chicago Film Critics Association Awards 2022            | Beste Filmmusik                                    | Nominiert | Alexandre Desplat                                                                     |
| Critics’ Choice Movie Awards 2023                       | Bester Animationsfilm                              | Gewonnen  | k. A.                                                                                 |
| Critics’ Choice Movie Awards 2023                       | Beste Filmmusik                                    | Nominiert | Alexandre Desplat                                                                     |
| Critics’ Choice Movie Awards 2023                       | Bester Filmsong – „Ciao Papa“                      | Nominiert | k. A.                                                                                 |
| Dallas-Fort Worth Film Critics Association Awards 2022  | Bester Animationsfilm                              | Gewonnen  | k. A.                                                                                 |
| Dallas-Fort Worth Film Critics Association Awards 2022  | Bestes Filmmusik                                   | Gewonnen  | Alexandre Desplat                                                                     |
| Eddie Awards 2023                                       | Bester Schnitt – Animationsfilm                    | Gewonnen  | Ken Schretzmann, Holly Klein                                                          |
| Golden Globe Awards 2023                                | Bester Animationsfilm                              | Gewonnen  | k. A.                                                                                 |
| Golden Globe Awards 2023                                | Beste Filmmusik                                    | Nominiert | Alexandre Desplat                                                                     |
| Golden Globe Awards 2023                                | Bester Filmsong                                    | Nominiert | Alexandre Desplat, Roeban Katz, Guillermo del Toro                                    |
| Golden Reel Awards 2023                                 | Bester Tonschnitt – Animationsfilm                 | Gewonnen  | Scott Martin Gershin                                                                  |
| Golden Reel Awards 2023                                 | Bester Musikschitt                                 | Nominiert | Jamieson Shaw                                                                         |
| Golden Tomato Awards 2023                               | Bester Animationsfilm                              | Gewonnen  | k. A.                                                                                 |
| Golden Tomato Awards 2023                               | Bester Streamingfilm                               | Gewonnen  | k. A.                                                                                 |
| Hollywood Music In Media Awards 2022                    | Beste Filmmusik – Animationsfilm                   | Gewonnen  | Alexandre Desplat                                                                     |
| Hollywood Music In Media Awards 2022                    | Bester Filmsong – Animationsfilm                   | Gewonnen  | Alexandre Desplat, Roeban Katz, Guillermo del Toro, Gregory Mann                      |
| Las Vegas Film Critics Society Awards 2022              | Bester Animationsfilm                              | Gewonnen  | k. A.                                                                                 |
| Las Vegas Film Critics Society Awards 2022              | Bester Familienfilm                                | Gewonnen  | k. A.                                                                                 |
| Las Vegas Film Critics Society Awards 2022              | Beste Filmmkusik                                   | Gewonnen  | Alexandre Desplat                                                                     |
| London Critics’ Circle Film Awards 2023                 | Beste technische Leistung                          | Gewonnen  | Brian Leif Hansen                                                                     |
| Los Angeles Film Critics Association Awards 2022        | Bester Animationsfilm                              | Gewonnen  | k. A.                                                                                 |
| NAACP Image Awards 2023                                 | Bester Animationsfilm                              | Nominiert | k. A.                                                                                 |
| Nevada Film Critics Society Awards 2022                 | Bester Animationsfilm                              | Gewonnen  | k. A.                                                                                 |
| Online Association of Female Film Critics Awards 2022   | Bester Animationsfilm                              | Gewonnen  | k. A.                                                                                 |
| Online Film Critics Society Awards 2023                 | Bester animierter Spielfilm                        | Nominiert | k. A.                                                                                 |
| Online Film Critics Society Awards 2023                 | Bestes adaptiertes Drehbuch                        | Nominiert | Guillermo del Toro, Patrick McHale                                                    |
| Oscarverleihung 2023                                    | Bester animierter Spielfilm                        | Gewonnen  | Guillermo del Toro, Mark Gustafson, Gary Ungar, Alex Bulkley                          |
| Philadelphia Film Critics Circle Awards 2022            | Bester Animationsfilm                              | Gewonnen  | k. A.                                                                                 |
| Phoenix Critics Circle Awards 2022                      | Bester Animationsfilm                              | Gewonnen  | k. A.                                                                                 |
| Producers Guild of America Awards 2023                  | Bester Animationsfilm                              | Gewonnen  | k. A.                                                                                 |
| Satellite Awards 2022                                   | Bester Animationsfilm                              | Nominiert | k. A.                                                                                 |
| Southeastern Film Critics Association Awards 2022       | Bester Animationsfilm                              | Gewonnen  | k. A.                                                                                 |
| USC Scripter Awards 2023                                | Beste Filmadaption                                 | Nominiert | Guillermo del Toro, Patrick McHale, Matthew Robbins                                   |
| VES Awards 2023                                         | Beste visuelle Effekte in einem Animationsfilm     | Gewonnen  | k. A.                                                                                 |
| VES Awards 2023                                         | Beste animierte Charaktere in einem Animationsfilm | Gewonnen  | k. A.                                                                                 |
| VES Awards 2023                                         | Beste erstellte Umgebung in einem Animationsfilm   | Gewonnen  | k. A.                                                                                 |
| VES Awards 2023                                         | Emerging Technology Award                          | Nominiert | k. A.                                                                                 |
| Washington DC Area Film Critics Association Awards 2022 | Bester Animationsfilm                              | Gewonnen  | k. A.                                                                                 |
| World Soundtrack Awards 2023                            | Bester Filmsong – „Ciao Papa“                      | Nominiert | Alexandre Desplat, Roeban Katz, Guillermo del Toro, Gregory Mann, Dominique Lemonnier |